# Romênia nos Jogos Olímpicos de Verão de 1988
A Romênia(pt-BR) ou Roménia(pt-PT?) participou dos Jogos Olímpicos de Verão de 1988 em Seul, Coreia do Sul.

## Medalhistas

### Ouro
- Paula Ivan
- Daniela Silivaş
- Daniela Silivaş
- Daniela Silivaş
- Rodica Arba e Olga Homeghi
- Sorin Babii
- Vasile Puscasu

### Prata
- Paula Ivan
- Daniel Dumitrescu
- Daniela Silivaş
- Gabriela Potorac
- Aurelia Dobre, Eugenia Golea, Celestina Popa, Gabriela Potorac,  Daniela Silivaş e Camelia Voinea
- Dănuţ Dobre e Dragos Neagu
- Ladislau Lovrenski, Valentin Robu, Ioan Snep e Vasile Tomoiagă
- Vera Cochelea e Elisabeta Lipă
- Doina Lilian Balan, Marioara Trasca, Veronica Necula, Herta Anitas, Adriana Bazon, Mihaela Armasescu, Rodica Arba, Oga Homeghi e Ekaterina Oancia
- Noemi Lung
- Nicu Vlad

### Bronze
- Marius Gherman
- Daniela Silivaş
- Gabriela Potorac
- Vera Cochelea, Anisoara Dobre-Balan e Elisabeta Lipă
- Marioara Trasca, Veronica Necula, Herta Anitas, Doina Lilian Balan e Ekaterina Oancia
- Noemi Lung